# Kommandeur der Nachrichtenaufklärung
Kommandeur der Nachrichtenaufklärung (KONA) war die Bezeichnung für Dienststellen der deutschen Wehrmacht, genauer des Heeres, während des Zweiten Weltkriegs. Hauptzweck war die Funkaufklärung („Horchen“), also die Überwachung und Analyse des gegnerischen Funkverkehrs. Dazu gehörte auch – soweit möglich – die Entzifferung verschlüsselter feindlicher Sendungen.

## Geschichte
In den ersten Jahren des Krieges bis 1941 gab es fünf Nachrichtenaufklärungsregimenter, genannt KONA 1 bis KONA 5. Diese wurden unterschiedlichen Heeresgruppen beziehungsweise Wehrmachtbefehlshabern als mobile Abhör- und Auswerteeinheiten beigeordnet:
- KONA 1 der Heeresgruppe Süd (HG Süd)
- KONA 2 der Heeresgruppe Mitte (HG Mitte)
- KONA 3 der Heeresgruppe Nord (HG Nord)
- KONA 4 dem Wehrmachtbefehlshaber Südost (WBF Südost)
- KONA 5 dem Oberbefehlshaber West (OB West)

Zweck war, möglichst frontnah zu operieren und dort den feindlichen Funkverkehr abzuhören, soweit möglich zu entziffern und auszuwerten. Bei der Kryptanalyse wurden sie durch die Inspektion 7/VI (In 7/VI) in Berlin unterstützt. Die gewonnenen nachrichtendienstlichen Erkenntnisse wurden an die örtlichen Kommandeure und an das Oberkommando des Heeres (OKH) gemeldet.
Im Juli 1942 kam KONA 6 hinzu. Zweck war die Unterstützung der neu entstandenen Heeresgruppe A (Kaukasus). Unterstellt war KONA 6 jedoch nicht der HG A, sondern direkt der Horchleitstelle Ost (HLS Ost). Ab Februar 1943 gab es zusätzlich  KONA 7 und wurde dem Oberbefehlshaber Süd (OB Süd) unterstellt.
Als im Oktober 1944, gegen Ende des Krieges, die Nachrichtenaufklärung des Heeres umstrukturiert wurde und die drei bisherigen zentralen Dienststellen (AgN/NA, LNA und HLS Ost) zusammengelegt wurden, waren die KONA kaum davon betroffen – mit Ausnahme der nun deutlich stärker zentralisierten Führung. Etwa zur selben Zeit wurde KONA 6 von der Ostfront an die Westfront verlegt. Zur Koordinierung der beiden nun im Westen befindlichen KONA 5 und KONA 6 wurde die neue Dienststelle eines Höheren Kommandeurs der Nachrichtenaufklärung (Höh.Kdr.d.NA) geschaffen. Etwa zum Jahreswechsel 1944/45 kamen im Osten zwei weitere KONA hinzu, KONA 8 und KONA Nord. Diese waren tatsächlich aber nicht frisch aufgestellt, sondern aus Resten anderer, bereits in Auflösung befindlicher, Nachrichteneinheiten „zusammengewürfelt“ worden. Kurz vor Kriegsende wurde dann KONA 4 ebenfalls noch vom Osten in den Westen verlegt.